# Antonio Casini

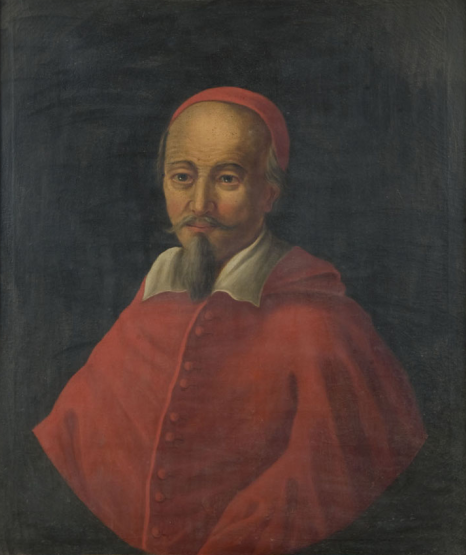
Antonio Kardinal Casini (Barockes Porträt, zw. 1691 und 1710; Inschrift im (nicht sichtbaren) Rahmen: ANTONIUS CASINI SEN:/ CREATUS XXIV (I)UNI./ MCCCCXXVI

Kardinalswappen (modernes Schema)

Antonio Casini, auch Cassini oder Cassino (* um 1378 in Siena; † 4. Februar 1439 in Florenz) war ein italienischer Geistlicher, Bischof von Siena und Kardinal.

## Leben

### Herkunft und frühe Jahre
Er war der Sohn des Leibarztes von Papst Urban VI., Francesco Casini, und einer Nichte eben dieses Papstes aus der Familie Capocci. Damit war Antonio Casini von mütterlicher Seite ein Großneffe Urbans VI. Er studierte Rechte – die Universität ist nicht bekannt – und schloss sein Studium als Doctor iuris utriusque ab. Zunächst Seelsorger in Siena, wurde er dort Kanoniker des Domkapitels, später auch Generalvikar des Bistums Siena. Papst Innozenz VII. ernannte ihn um 1405 zum Kleriker der Apostolischen Kammer. Zudem war er Vize-Legat in Bologna und Gouverneur der Romagna.

### Bischofsamt
Am 1. Oktober 1407 wurde Antonio Casini zum Bischof von Pesaro ernannt. Die Bischofsweihe empfing er am 2. November 1407. Papst Gregor XII. versetzte ihn 1408 auf den bischöflichen Sitz von Siena, dies wurde vom Gegenpapst Alexander V. am 20. Juli 1409 bestätigt. Das Bistum Siena hatte er nach seiner Kardinalserhebung als Administrator inne, hierauf verzichtete er am 12. September 1427. Er war ab dem 3. Juli 1408 Schatzmeister von Papst Gregor XII. und 1413 Schatzmeister des Gegenpapstes Johannes XXIII. Antonio Casini war Teilnehmer am Konzil von Konstanz. Am 5. März 1419 wurde er Schatzmeister von Papst Martin V.

### Kardinal
Im Konsistorium vom 24. Mai 1426 erhob Martin V. Antonio Casini zum Kardinal. Als Kardinalpriester wurde ihm am 27. Mai desselben Jahres die Titelkirche San Marcello zugewiesen. Am 12. September 1427 wurde er zum Administrator des Bistums Grosseto ernannt. Von 1427 bis 1429 war er Legat in Bologna. Er nahm am Konklave 1431 teil, das Papst Eugen IV. wählte. Im Juli desselben Jahres nahm Antonio Casini an der ersten Session des Konzils von Basel teil. Als Mitglied der römischen Kurie wird er am 26. Februar 1435 erwähnt. Im März 1437 wurde er Erzpriester der Basilika Santa Maria Maggiore.
Wegen seiner Wohltätigkeit erwarb er sich den Beinamen il cardinal misericordioso („der barmherzige Kardinal“).
Beigesetzt wurde er in der Basilika Santa Maria Maggiore.